# Дюжон Стерлінг
Дюжон Енрікес Стерлінг (англ. Dujon Henriques Sterling, нар. 24 жовтня 1999) — англійський футболіст ямайського походження, правий захисник шотландського клубу «Рейнджерс».

## Клубна кар'єра

### «Челсі» і оренди
Стерлінг приєднався до «Челсі» в 2007 році у віці 8 років, пройшовши з командою усі юнацькі категорії. З командою до 19 років двічі поспіль став переможцем Молодіжної ліги УЄФА — у сезонах 2014/15 і 2015/16. Незважаючи на те, що з часом Стерлінг був переведений на позицію крайнього захисника, на юнацькому рівні він виступав на позиції вінгера або центрального нападника і справив враження під час молодіжного кубка Англії 2015/16 років, де забив як у півфіналі, так і у фіналі, вигравши трофей. У наступному сезоні 2016/17 він також забив у фіналі цього турніру, таким чином допомігши команді захистити кубок. Того ж року він виграв з лондонцями і Прем'єр-лігу U18. Під час такого успішного сезону у жовтні 2016 року Стерлінг підписав свій перший професійний контракт у свій 17-й день народження.
20 вересня 2017 року Стерлінг дебютував за першу команду «Челсі» під час матчу третього раунду Кубка ліги проти «Ноттінгем Форест» (5:1) на «Стемфорд Брідж», замінивши Давіде Дзаппакосту на останні 14 хвилин гри. Цей матч так і залишився єдиним для гравця за рідний клуб.
27 червня 2018 року було досягнуто домовленості про те, що Стерлінг для отримання ігрової практики приєднається на правах оренди на один сезон до команди «Ковентрі Сіті», яка нещодавно підвищилася до Першої ліги. Під керівництвом Марка Робінса він зіграв 38 із 46 можливих ігор чемпіонату та допоміг клубу посісти 8 місце.
Після цього 1 серпня 2019 року Стерлінг приєднався до клубу Чемпіоншипу «Віган Атлетік» теж на правах оренди на сезон. Втім тут у сезоні 2019/20 він провів лише вісім матчів чемпіонату, не закріпившись в основі..
31 серпня 2021 року Стерлінг повернувся в Чемпіоншип, відправившись у «Блекпул» на сезонну оренду після того, як він підписав новий дворічний контракт з «Челсі». За цей час він провів 25 матчів за «Блекпул» у всіх турнірах. Він пошкодив зв'язки гомілковостопного суглоба в матчі на початку квітня 2022 року і повернувся в «Челсі».
1 вересня 2022 року Стерлінг приєднався до «Сток Сіті» на правах оренди на сезон 2022/23. Протягом нього Стерлінг провів 28 матчів за «Сток» в усіх турнірах і посів 16-е місце у Чемпіоншипі.

### «Рейнджерс»
30 травня 2023 року було оголошено, що Стерлінг підписав чотирирічну угоду з шотландським «Рейнджерсом». У першому ж сезоні у клубі Дюжон виграв свій дебютний трофей у професійному футболі, здобувши Кубок шотландської ліги 2023/24. Команда Стерлінга перемогла «Абердін» 1:0 у фіналі, а сам футболіст був визнаний найкращим гравцем матчу.
7 березня 2024 року Стерлінг забив свій перший гол на дорослому рівні, відзначившись на 5-й хвилині компенсованого часу першого тайму проти «Бенфіки» (2:2) після навісу Фабіо Сілви у першому матчі 1/8 фіналу Ліги Європи.

## Виступи за збірну
Стерлінг виступав за юнацькі команди Англії від 16 до 20 років. Зі збірною до 17 років брав участь у юнацькому Євро-2016 в Азербайджані, де дійшов до чвертьфіналу і був включений до команди турніру.
У вересні 2016 року Стерлінг дебютував у збірній до 19 років у матчі проти Нідерландів (1:1). У червні 2017 року потрапив до заявки команди на юнацький чемпіонат Європи 2017 року. На турнірі зіграв п'ять зустрічей, зокрема й фінальну, у всіх виходив у стартовому складі. Незважаючи на автогол Стерлінга, у фіналі Англія перемогла Португалію з рахунком 2:1 і стала чемпіонами Європи. Згодом Стерлінг був включений до символічної збірної турніру.
У 2018 році знову брав участь у юнацькому чемпіонаті Європи, який проходив у Фінляндії, але цього разу англійці не вийшли з групи.

## Досягнення
«Челсі»
- Володар Молодіжного Кубка Англії: 2015/16, 2016/17
- Переможець Юнацької ліги УЄФА: 2014/15, 2015/16
- Переможець Прем'єр-ліги U18 : 2016/17

«Рейнджерс»
- Володар Кубка шотландської ліги : 2023/24[22]

Англія U19
- Чемпіон Європи до 19 років : 2017[20]

Індивідуальні
- У символічній збірній чемпіонату Європи серед юнаків до 17 років: 2016[17]
- У символічній збірній чемпіонату Європи серед юнаків до 19 років : 2017[21]